# امول غربی (نیوجرسی)
امول غربی (به انگلیسی: West Amwell Township) شهری در ایالت نیوجرسی کشور ایالات متحده آمریکا است که جمعیت آن در سرشماری سال ۲۰۱۰ میلادی، ۳٬۸۴۰ نفر بوده‌است.